# آل الوادي الشرتمة (لودر)

تعديل مصدري - تعديل

آل الوادي الشرتمة هي إحدى قرى عزلة زارة بمديرية لودر التابعة لمحافظة أبين، بلغ تعداد سكانها 56 نسمة حسب تعداد اليمن لعام 2004.